# Necromys lilloi
Necromys lilloi (Jayat, D'Elia, Ortiz & Teta, 2016) è un roditore della famiglia dei Cricetidi endemico dell'Argentina.

## Descrizione

### Dimensioni
Roditore di piccole dimensioni, con la lunghezza totale tra 171 e 189 mm, la lunghezza della coda tra 70 e 77 mm, la lunghezza del piede tra 24 e 26 mm, la lunghezza delle orecchie tra 15 e 17 mm e un peso fino a 44 g.

### Aspetto
Le parti dorsali sono bruno castane scure con la base dei peli scura, mentre le parti ventrali sono fulve. Una macchia bianca è presente sul mento. Gli occhi sono circondati da anelli giallognoli. Le orecchie sono piccole ed arrotondate. Il dorso delle zampe è più chiaro del dorso ed è ricoperto da corti peli bianco-grigiastri. La coda è più corta della testa e del corpo, è marrone scura sopra, bianco-grigiastra sotto ed è rivestita da anelli di scaglie ben visibili.

## Biologia

### Comportamento
È una specie terricola e notturna.

## Distribuzione e habitat
Questa specie è conosciuta soltanto nella provincia nord-occidentale argentina di Tucumán.
Vive negli ambienti erbosi associati con il Chaco Serrano.

## Conservazione
Questa specie, essendo stata scoperta solo recentemente, non è stata sottoposta ancora a nessun criterio di conservazione.